# Atomium
Atomium là một công trình được xây dựng cho Hội chợ quốc tế tại Bruxelles (Expo '58), có chiều 103-m (335-foot). Công trình tọa lạc ở Square de l'Atomium/Atomiumsquare,. Đây là địa điểm du lịch ưu thích, được nhiều người đến tham quan ở Brussel. Công trình kỉ niệm Atomium có hình dạng là các khối hình quả cầu kết cấu giống như tinh thể, rỗng ở trong, mỗi quả có đường kính 18 m, các quả cầu ở xung quanh kết nối với mặt cầu ở trung tâm bằng các đường ống hình trụ có cầu thang dành cho người đi bộ ở trong dài 35 m. Các cửa sổ ở quả cầu trên đỉnh cho phép nhìn bảo quát toàn cảnh của Brussel. Các quả cầu khác đã có từ đợt triển lãm trong thập niên 1950. Ba quả cầu ở phía trên thiếu các cột chống đỡ nên không được mở cho mọi người vào vì lý do an toàn. Ngày nay, nó là điểm thu hút khách du lịch nổi tiếng nhất của thành phố, và được sử dụng như một bảo tàng, một trung tâm nghệ thuật và một địa điểm văn hóa.
Được thiết kế bởi kỹ sư André Waterkeyn và các kiến trúc sư André và Jean Polak Tòa nhà đã được cải tạo hoàn toàn từ năm 2004 đến năm 2006 bởi các công ty Jacques Delens và BESIX.

## Tháp Eiffel của Bruxelles
Kế hoạch khởi đầu đến khi kết thúc chỉ trong vòng 6 tháng, mẫu phác họa của kiến trúc sư André Waterkeyn đã được lựa chọn để xây dựng một địa điểm thu hút khác du lịch công cộng mà mọi người cảm thấy là biểu tượng của Vương quốc Bỉ, có thể cạnh tranh được với Manneken Pis cũng là một biểu tượng, một địa điểm du lịch ưa thích ở trung tâm Brussel. Atomium nằm cạnh sân vận động Sân vận động Vua Baudouin ở Công viên Heysel. Nó cũng nằm cạnh trung tâm hội nghị và công viên thu nhỏ của châu Âu (Mini-Europe).

## Tuyên bố vi phạm bản quyền
SABAM,Hiệp hội thu thập bản quyền của Bỉ, đã tuyên bố quyền sở hữu trí tuệ trên toàn thế giới đối với tất cả các bản sao chép của hình ảnh thông qua Hoa Kỳ Hiệp hội quyền của nghệ sĩ (ARS).